# NGC 3808A
NGC 3808A is een spiraalvormig sterrenstelsel in het sterrenbeeld Leeuw. Het hemelobject ligt 300 miljoen lichtjaar van de Aarde verwijderd en werd op 10 april 1785 ontdekt door de Duits-Britse astronoom William Herschel. NGC 3808A bevindt zich vlak bij NGC 3808.

## Synoniemen
- UGC 6643
- IRAS 11381+2243
- MCG 4-28-20
- Arp 87
- ZWG 127.25
- VV 300
- PGC 36228